# 3227 Hasegawa
3227 Hasegawa eller 1928 DF är en asteroid i huvudbältet som upptäcktes den 24 februari 1928 av den tyske astronomen Karl Wilhelm Reinmuth i Heidelberg. Den har fått sitt namn efter den japanske astronomen Ichirō Hasegawa.
Asteroiden har en diameter på ungefär 7 kilometer.